# Oratorio di Nostra Donna
L'oratorio di Nostra Donna o oratorio della Madonna del Ponte è un luogo di culto cattolico situato in via Mazzini a Pontremoli, in provincia di Massa-Carrara.

## Storia e descrizione
La chiesa è uno dei massimi esempi di architettura rococò, il cui valore sta anche nella coerente e simultanea progettazione delle strutture, delle decorazioni parietali (compiute entro il 1738 da Giovan Battista Natali per le parti di prospettiva e da Sebastiano Galeotti per le parti di figura), degli altari, dei dipinti (due pale di Alessandro Gherardini e Giuseppe Galeotti), delle sculture in legno dipinto a finto marmo collocate entro nicchie, degli arredi lignei (si notino i raffinati confessionali a scomparsa, indistinguibili dalle vere porte con cui fanno pendant).
L'attuale edificio fu costruito sulle rovine del precedente oratorio, edificato nel XVI secolo e distrutto dalla piena del Magra del 1732, sei anni prima che la nuova costruzione fosse realizzata. L'organo a canne, situato sulla cantoria alla sinistra dell'altare, venne costruito nel XVIII secolo e dispone di 12 registri.

## Galleria d'immagini

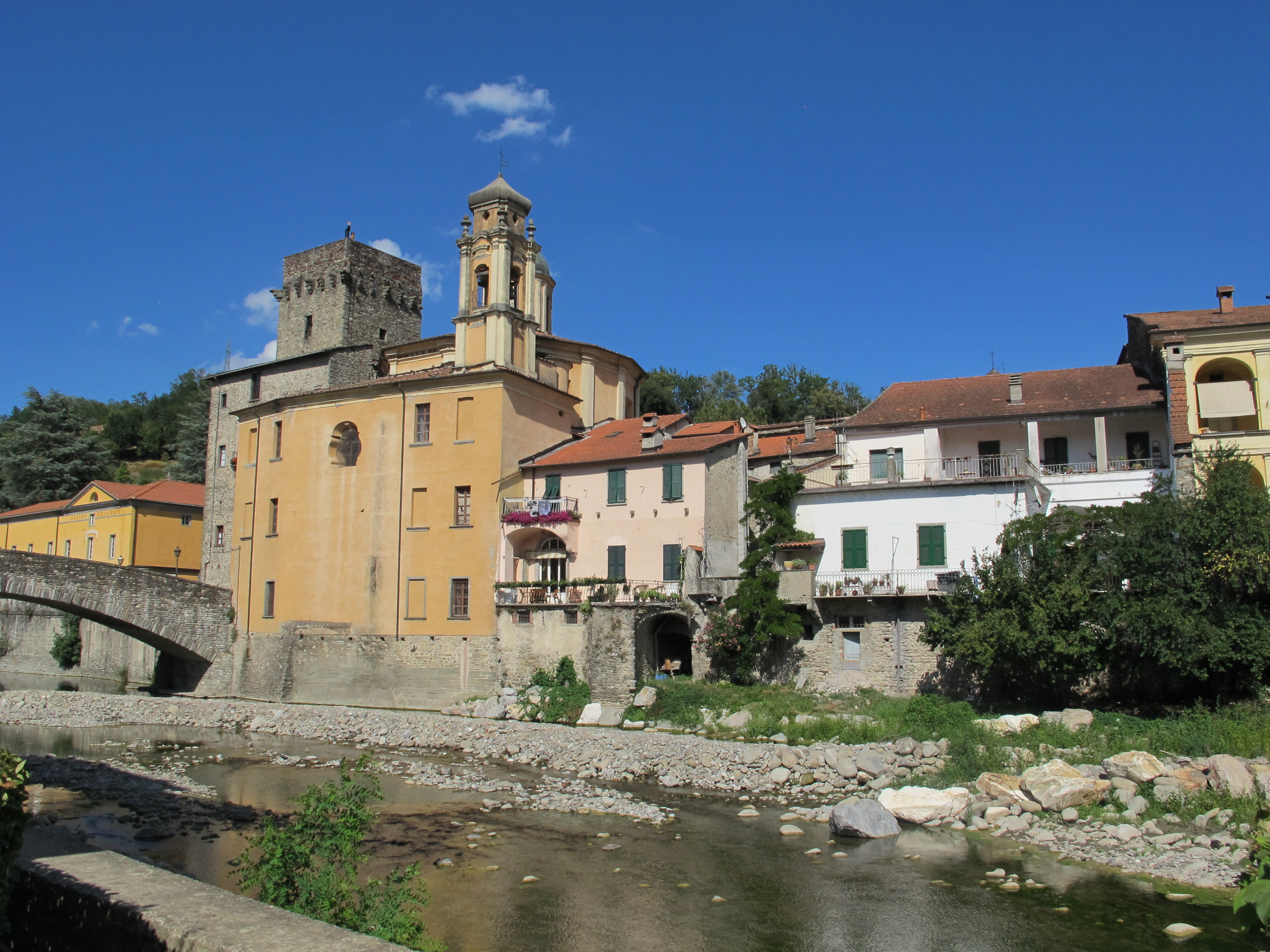
Retro sul Magra
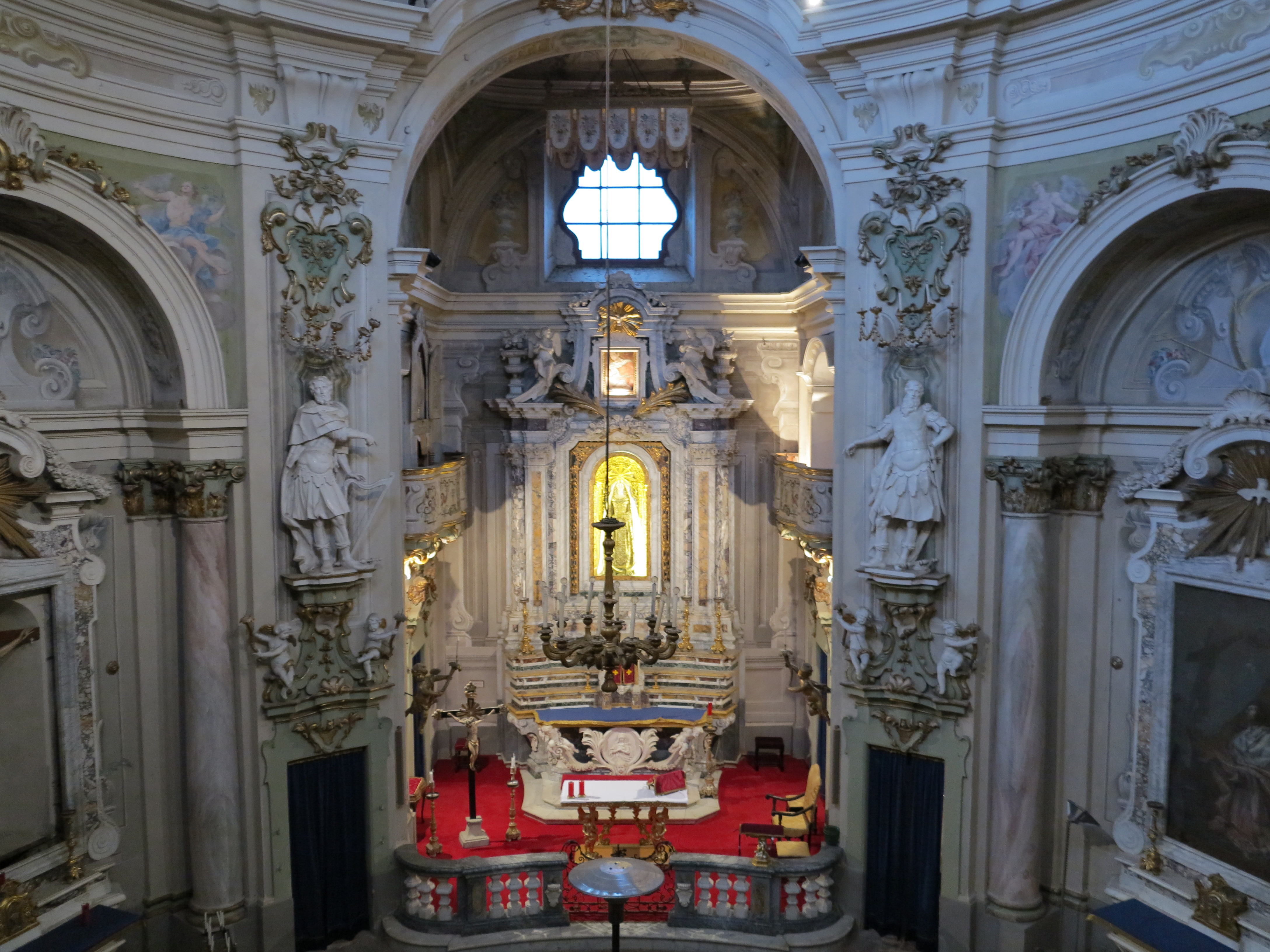
Interno
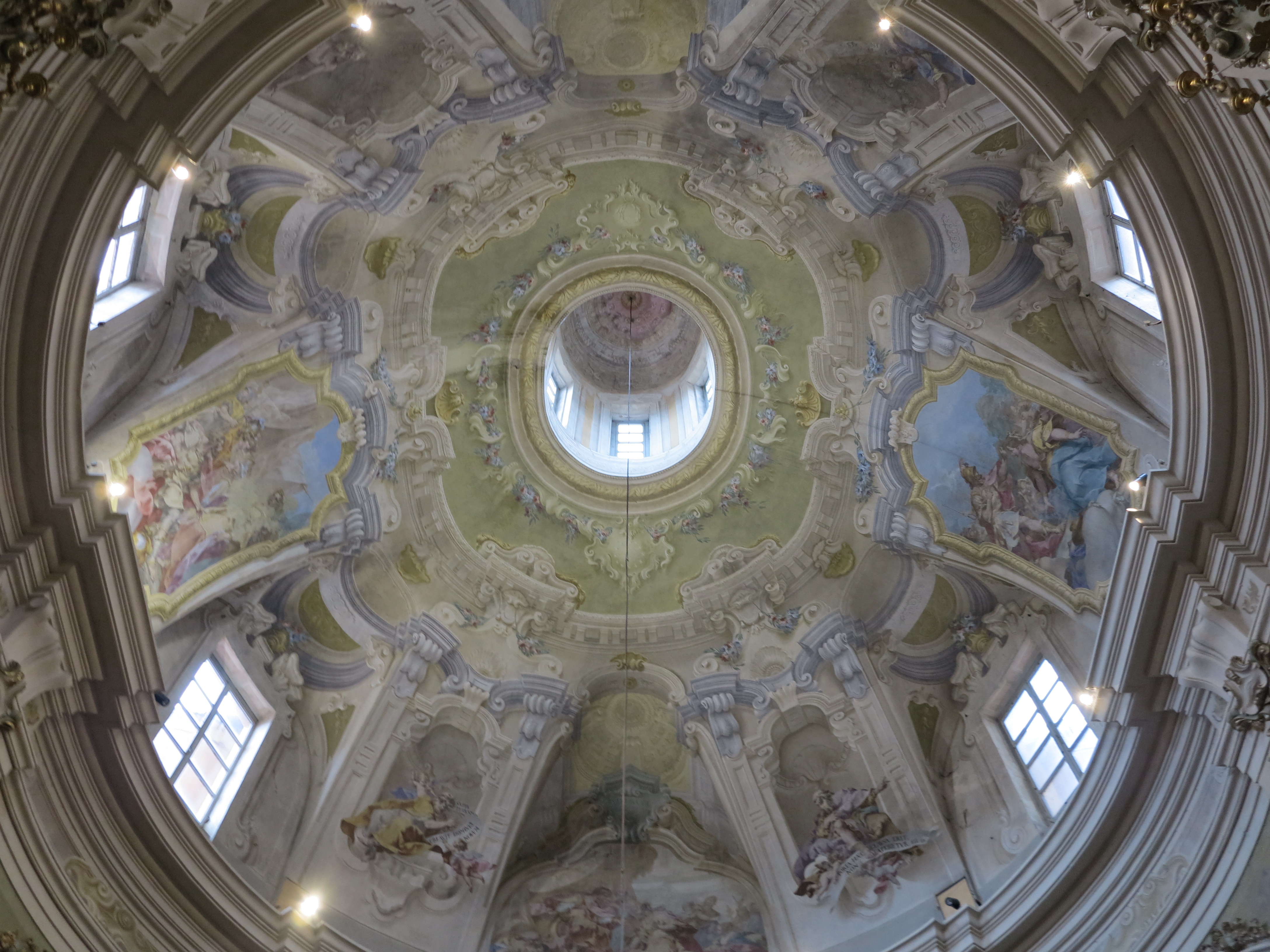
Interno della cupola
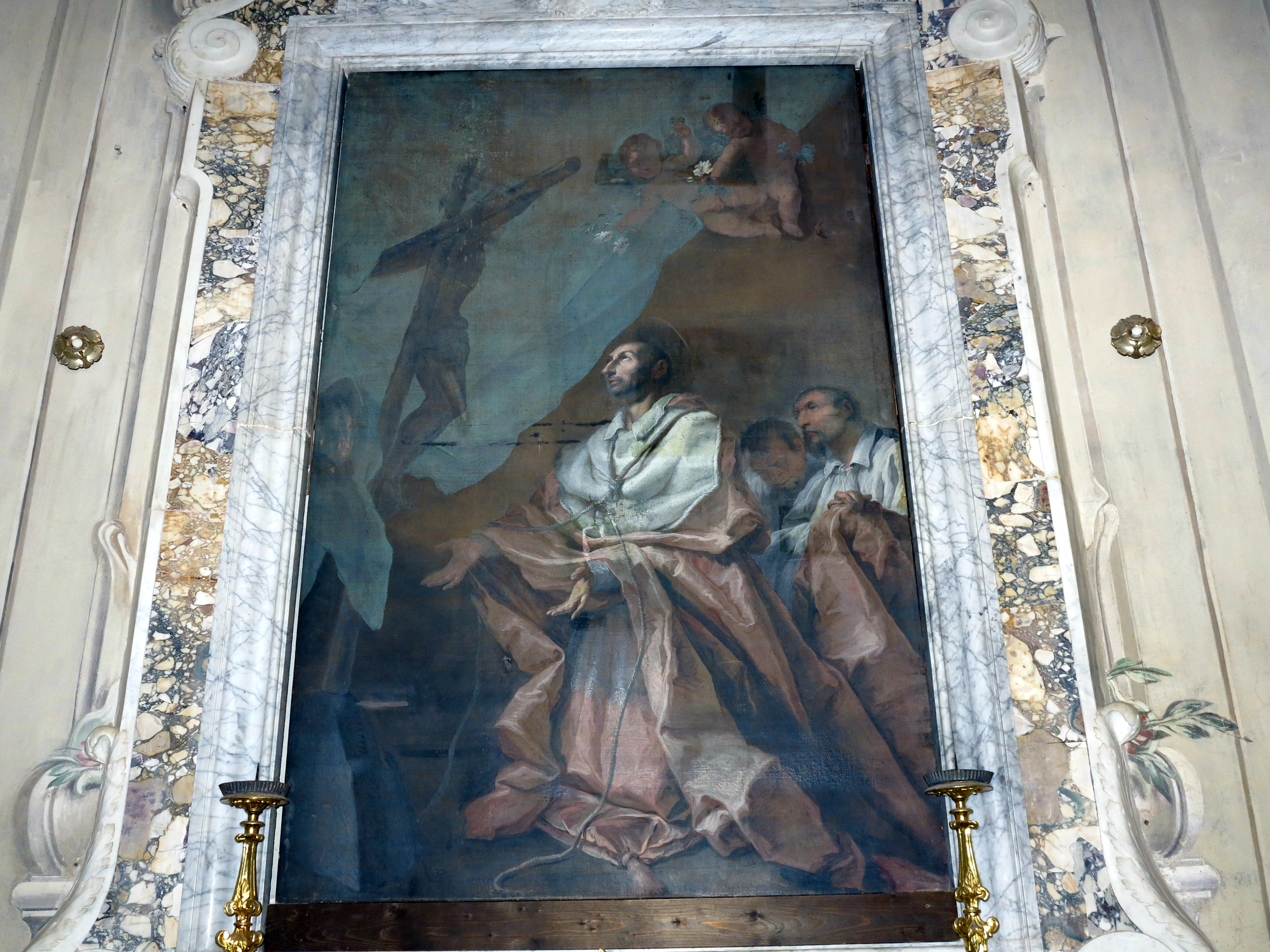
Estasi di San Carlo Borromeo, di Alessandro Gherardini
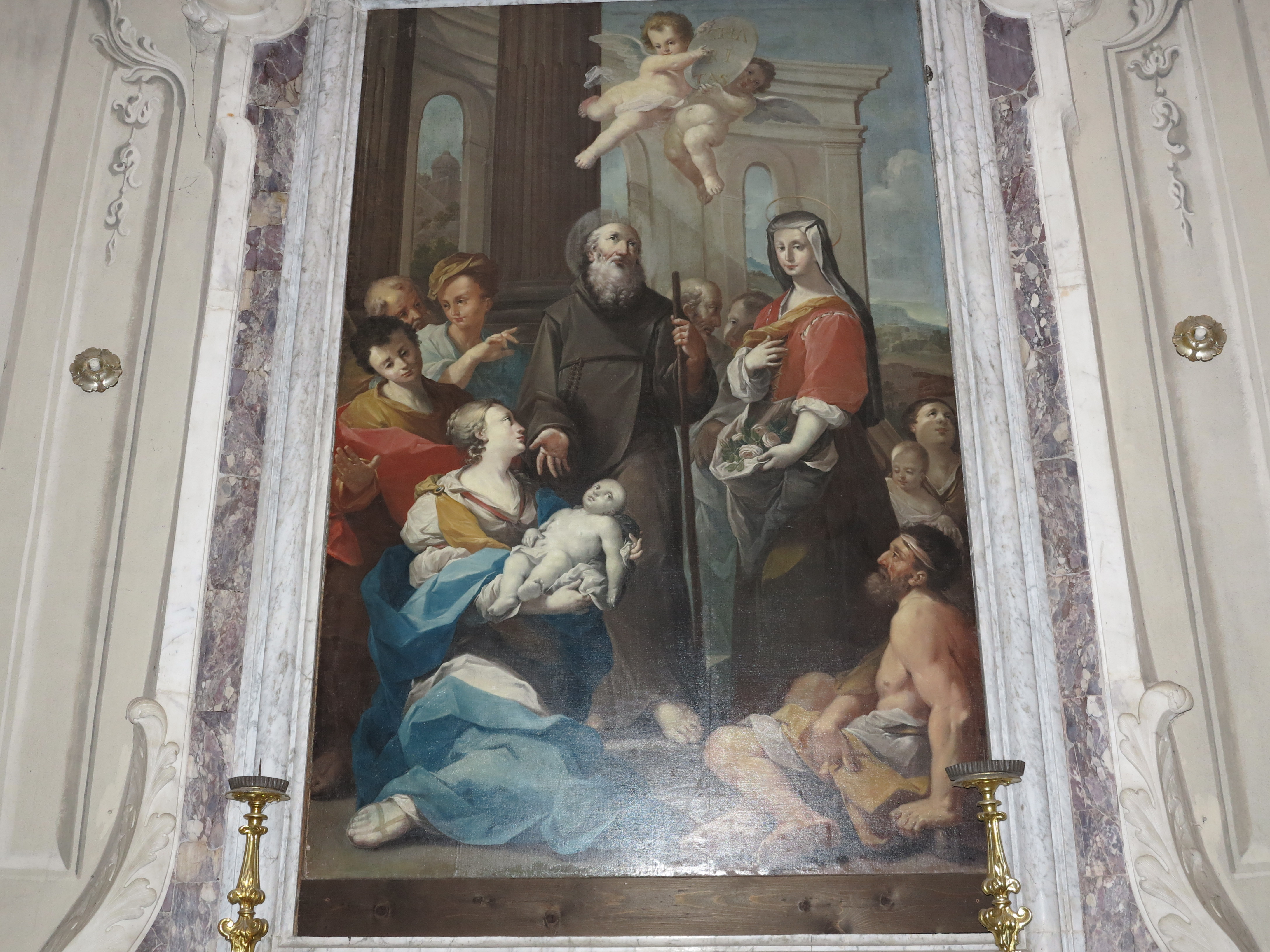
Santi Zita e Francesco di Paola, attribuito ad Antonio Contestabili